# Grubenlaufkäfer

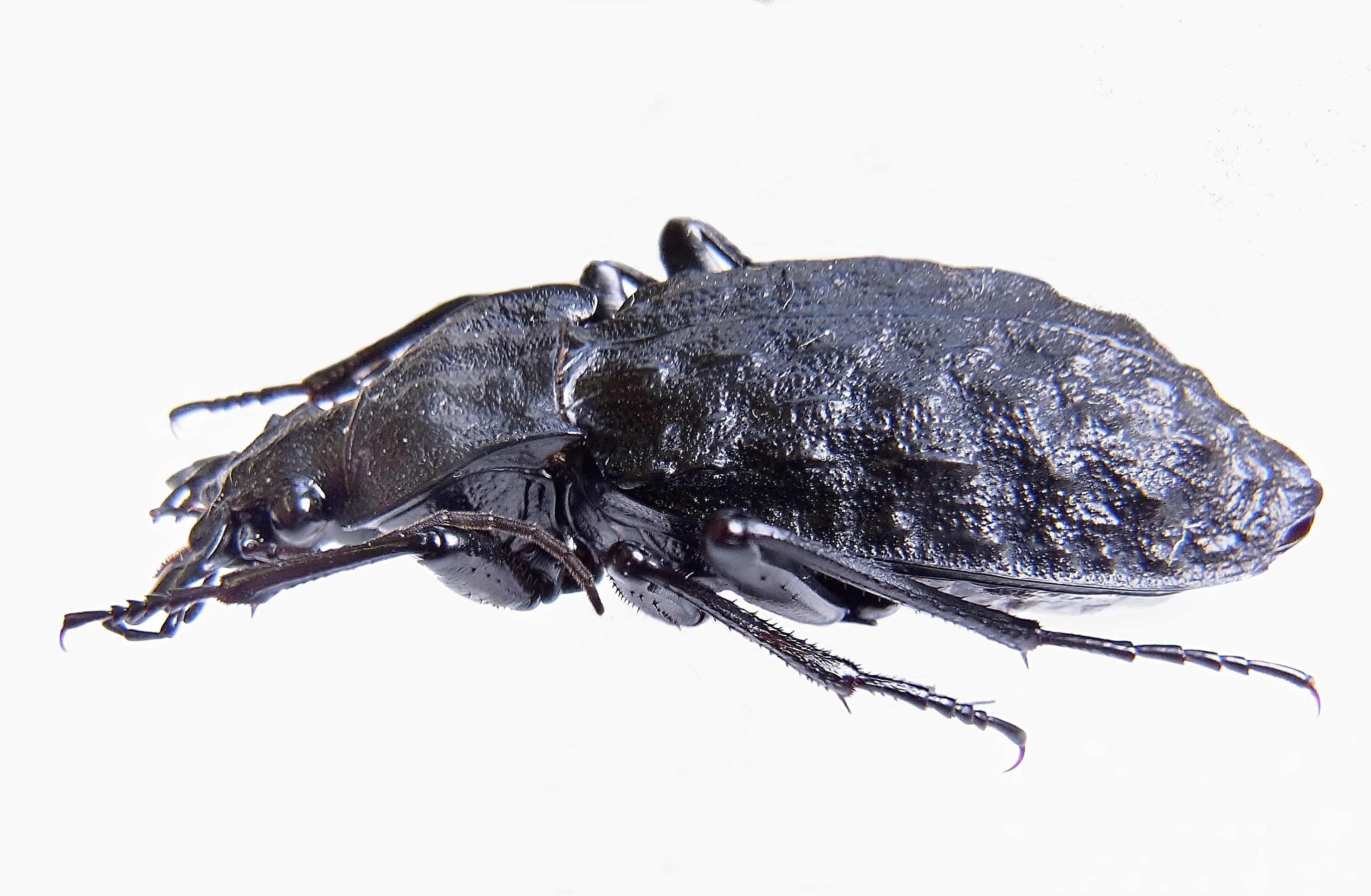
Carabus nodulosus

Der Grubenlaufkäfer (Carabus variolosus) ist eine Art der Echten Laufkäfer (Carabus).

## Merkmale
Der Grubenlaufkäfer erreicht eine Körperlänge von 20 bis 33 Millimetern und gehört damit zu den großen Käferarten Europas. Sein Körper ist vollständig schwarz gefärbt und schwach glänzend. Die Flügeldecken (Elytren) und der Halsschild sind auffällig mit großen und tiefen Gruben versehen, wodurch keine Verwechslungsgefahr mit anderen Laufkäferarten besteht. Als weitere artkennzeichnende Merkmale sind borstentragende Kehlpunkte vorhanden und der Seitenrand der Flügeldecken besitzt im vorderen Bereich einige feine, sägeartige Einkerbungen.

## Verbreitung
Der Käfer ist nur sehr selten zu finden und kommt heute fast ausschließlich nur mehr im südöstlichen Mitteleuropa und Südosteuropa vor. Früher war er auch in den Mittelgebirgen des nördlichen Mitteleuropas anzutreffen, ist dort aber überwiegend ausgestorben. In Deutschland wird die Erhaltung der Art in 17 Natura-2000-Gebieten in Nordrhein-Westfalen und Bayern bezweckt.
Die Vorkommen Mitteleuropas gehören einer eigenen Unterart an (C. variolosus nodulosus, Bild), die von manchen Autoren auch als eigene Art aufgefasst wird. Die Nominatform (C. variolosus variolosus) hat ihr Verbreitungsgebiet in Osteuropa.

## Lebensweise
Der Grubenlaufkäfer ist sehr stark auf feuchte Lebensräume des Waldes angepasst und kommt entsprechend vor allem in Sumpfwäldern und Quellsümpfen und an Ufern von Waldbächen vor. Dort überwintert er auch in morschem Totholz.
Er jagt ähnlich wie der Ufer-Laufkäfer (Carabus clatratus) auch unter Wasser nach Schnecken, Kleinkrebsen, Insekten und deren Larven, Kaulquappen und auch kleinen Fischen. Dabei bildet er einen Frischluftvorrat unter den Flügeldecken. Auch die Larven sind in der Lage, unter Wasser zu jagen, und ernähren sich von Wasserkäferlarven.

## Gefährdung und Schutz
Da der Käfer sehr stark an feuchte Waldlebensräume gebunden ist, wird er vor allem durch den Rückgang und die Trockenlegung von Feuchtgebieten gefährdet und zurückgedrängt. Dadurch ist er regional selten und wird national in vielen europäischen Staaten unter Naturschutz gestellt. Er ist zudem seit der EU-Osterweiterung in Anhang II der Fauna-Flora-Habitat-Richtlinie (FFH-RL) geführt, so dass von den Mitgliedsstaaten der EU Schutzgebiete für ihn auszuweisen sind.